# Woldemar Hau

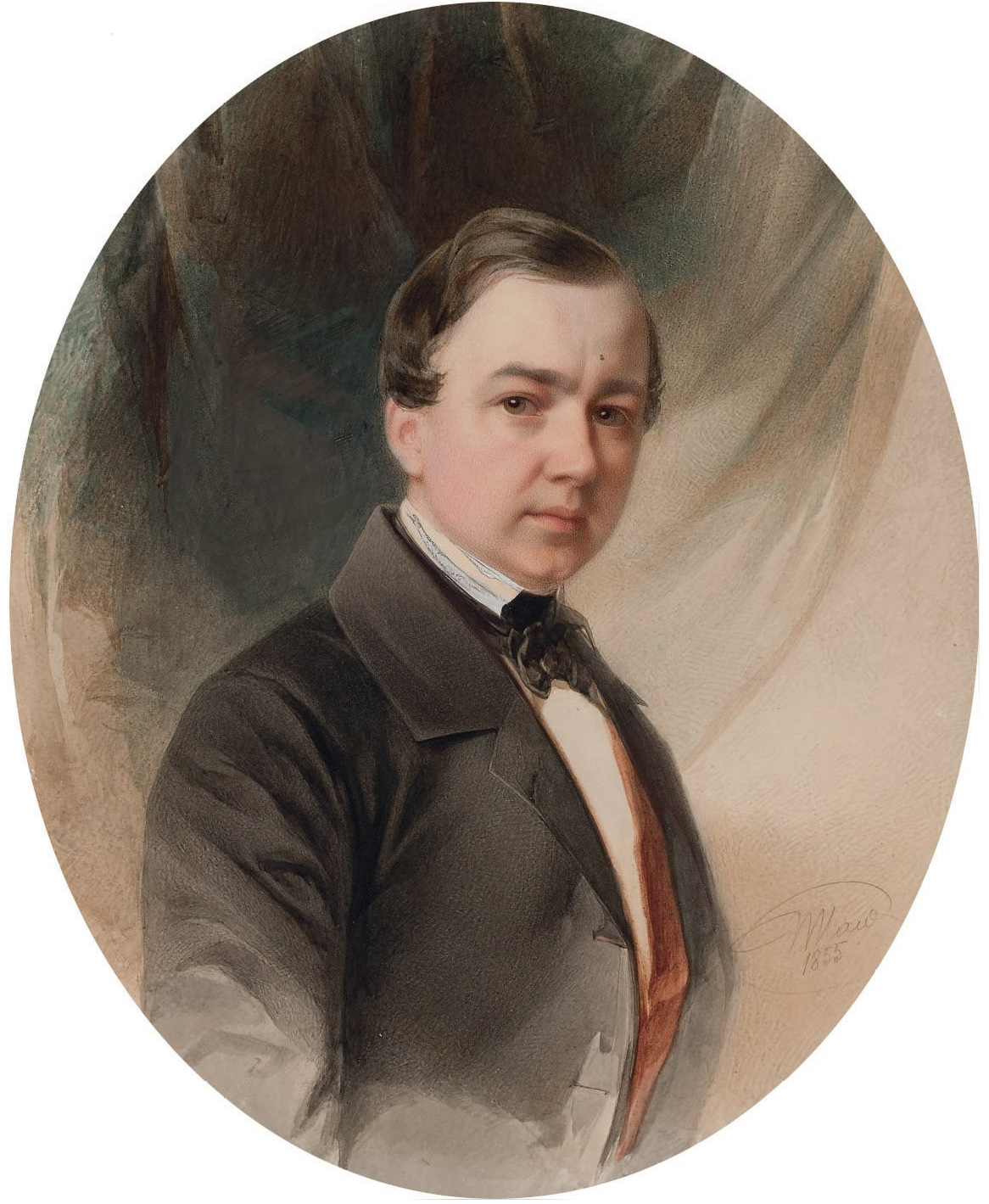
Woldemar Hau (1855)

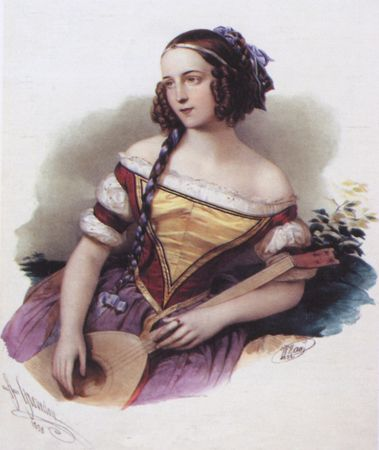
Warwara Assenkowa (1817–1841), von Woldemar Hau, 1838.

Woldemar Hau, russisch: Bладимир Иванович Гау (Vladimir Ivanowitsch Gau), (* 4. Februarjul. / 16. Februar 1816greg. in Reval, heute Tallinn, Estland; † 11. Märzjul. / 23. März 1895greg. in Sankt Petersburg, Russland) war ein deutschbaltischer Maler und Miniaturist.

## Leben und Werk
Woldemar Hau besuchte von 1833 bis 1835 als Gasthörer die Kunstakademie in der russischen Hauptstadt Sankt Petersburg. Ab 1842 war er in Sankt Petersburg als Künstler tätig. 1849 wurde Hau zum Mitglied der Kunstakademie berufen.
Woldemar Hau war hauptsächlich dem Biedermeier-Stil verpflichtet. Er ist vor allem durch seine Porträts in Aquarell- und Ölmalerei bekannt geworden.
Zu den berühmtesten Werken Woldemar Haus gehören seine Porträts des russischen Zaren Nikolaus I., der Zarin Alexandra Fjodorowna und weiterer Mitglieder der Zarenfamilie, sowie Abbildungen bekannter Persönlichkeiten der russischen und deutschbaltischen Gesellschaft (Julia Hauke, Ferdinand Wiedemann, Leopold von Pezold, Natalja Puschkina-Lanskaja, Warwara Assenkowa).

## Privatleben
Woldemar Hau war der Sohn des deutschbaltischen Malers Johannes Hau (1771–1838), der 1795 aus Norddeutschland ins Baltikum eingewandert war. Woldemar Hau war der Halbbruder des Malers Eduard Hau (1807–1888). Am 29. April 1842 heiratete er Louise Hau, geborene Sanftleben (1825–1898). Sein Grabmal befindet sich auf dem lutherischen Smolensker Friedhof am Nordrand der Wassiljewski-Insel in Sankt Petersburg.